# (1714) Sy
(1714) Sy és un asteroide pertanyent al cinturó d'asteroides descobert per Louis Boyer el 25 de juliol de 1951 des de l'observatori d'Alger-Bouzaréah, Algèria.
Inicialment va rebre la designació de 1951 OA. Més tard es va anomenar en honor de l'astrònom francès Frédéric Sy.
Sy està situat a una distància mitjana de 2,567 ua del Sol, podent allunyar-se'n fins a 2,965 ua. La seva excentricitat és 0,155 i la inclinació orbital 7,98°. Empra 1502 dies a completar una òrbita al voltant del Sol.